# Torre de la plaça de la Torre
La torre de la plaça de la Torre és un edifici del municipi de Llançà (Alt Empordà) inclòs en l'Inventari del Patrimoni Arquitectònic de Catalunya.

## Descripció
És al mig del nucli urbà de la població de Llançà, a la banda sud-oest del centre històric, formant cantonada entre la plaça i el carrer del mateix nom.

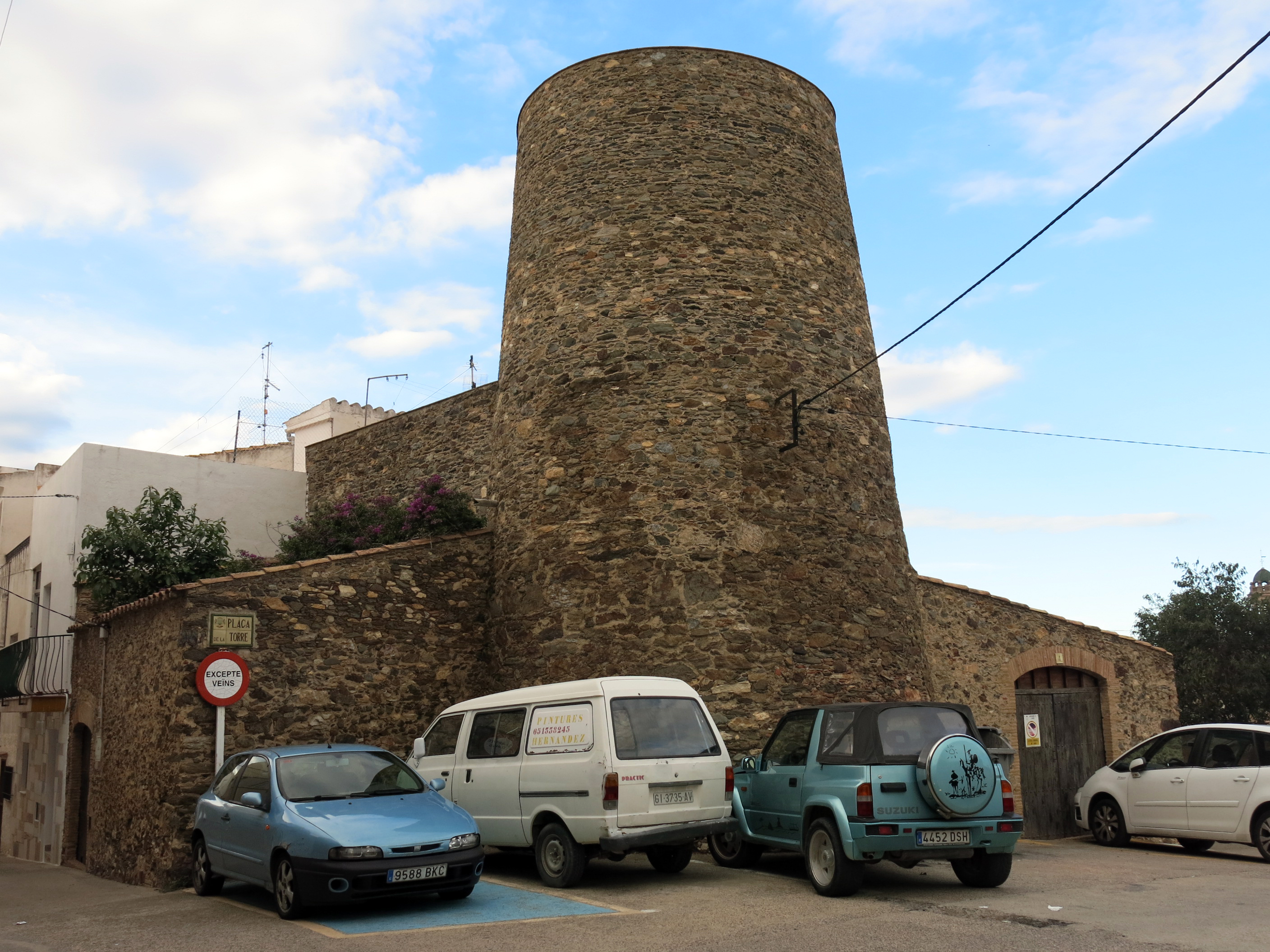
Vista general de l'edifici

Es tracta d'un edifici cantoner amb jardí de planta més o menys rectangular, format per la torre i dos cossos adossats. La torre és troncocònica, distribuïda en planta baixa i dos pisos i amb la coberta plana utilitzada de terrat. Presenta dues finestres de mig punt bastides amb maons, als pisos superiors i han estat reformades, com la resta d'obertures de la construcció. Els cossos són rectangulars, el davanter amb la coberta d'un sol vessant i distribuït en una sola planta, mentre que el posterior presenta la coberta plana utilitzada com a terrat i distribuït en dues plantes. Les obertures del cos més gros són a la primera planta. Són de mig punt, bastides amb maons i de les mateixes característiques que les de la torre. En el cos més petit hi ha un únic portal d'arc rebaixat fet de maons disposats a sardinell. Hi ha un altre accés a l'interior de la construcció per la banda del pati, de les mateixes característiques que l'anterior. Pel que fa a la resta d'obertures, cal destacar un petit portal de mig punt bastit en pedra, que comunica el pis superior de la torre amb el terrat del cos de dues plantes.
La construcció és bastida amb pedra sense treballar de diverses mides, disposada regularment i lligada amb abundant morter de calç.

## Història

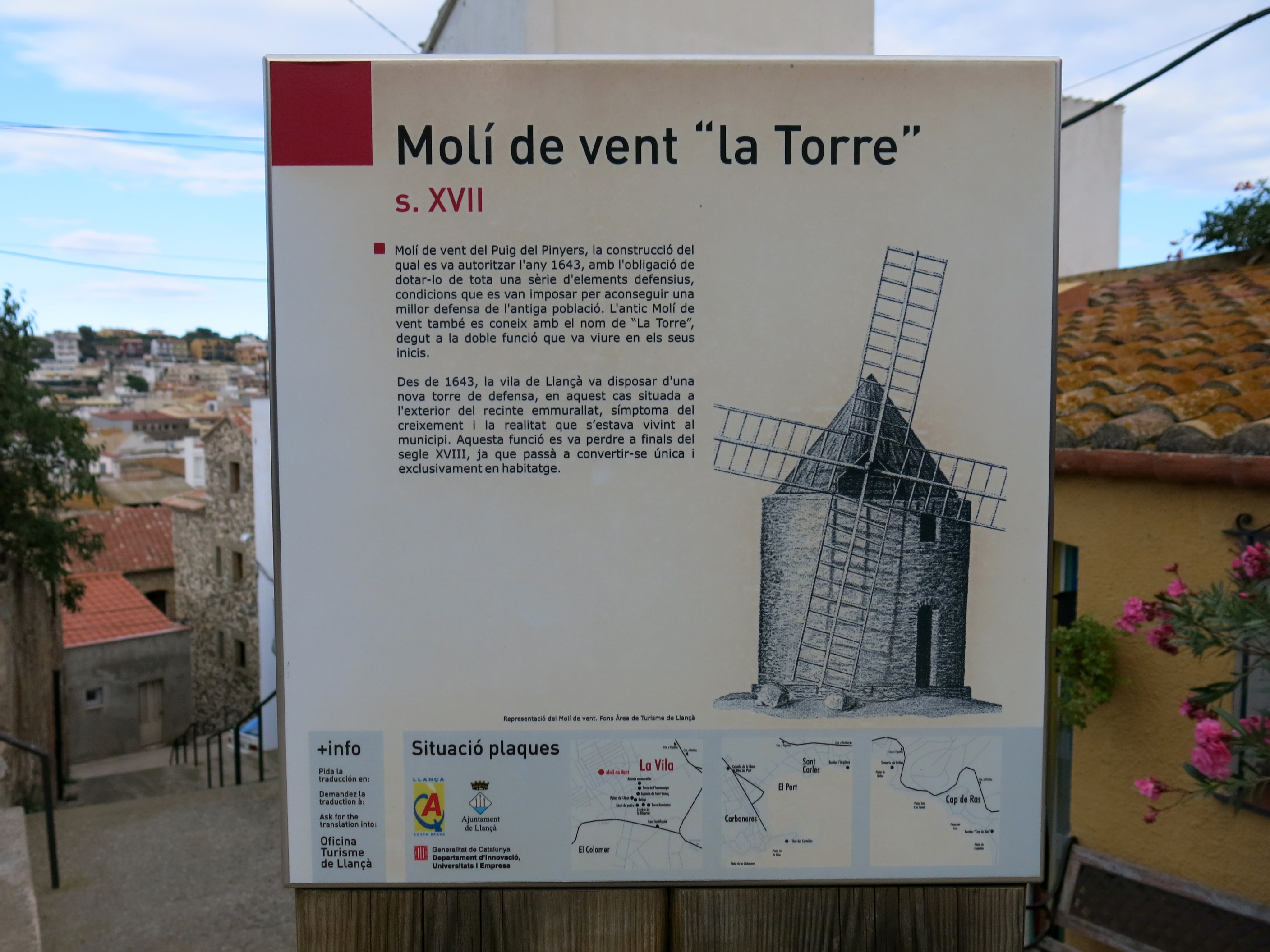
Cartell informatiu de l'Ajuntament de Llançà sobre l'antic molí de vent conegut com la Torre

Són les restes del molí de vent que el mestre de cases Pere Feliu va fer construir al puig dels Pinyers, al sud-oest del recinte emmurallat de Llançà, l'any 1643, aleshores fora de la vila murada. El permís d'obres quedava supeditat a dotar-la d'un seguit de mesures defensives contra la pirateria establertes pel consell del poble, per a fer servir el molí alhóra de torre de guaita.
Cap a les acaballes del segle xvii va passar a mans de Samuel Davín, que el va transformar en habitatge.
Aquests elements constructius actualment no s'han conservat a causa de l'estat ruïnós en què es trobaven i a les recents obres de restauració que s'hi han fetes.